# Expédition de Drake et Hawkins
Guerre anglo-espagnole (1585-1604)
Batailles
- San Juan de Ulúa
- Saint-Domingue
- Carthagène des Indes (en)
- Saint-Augustine
- Puerto Caballos (1er) (en)
- San Mateo (en)
- Guadeloupe (en)
- San Juan (1re) (en)
- Pinos (en)
- San Juan (2e) (en)
- Portobello (en)
- Puerto Caballos (2e) (en)

Açores et îles Canaries :
- Bataille des Açores
- Île Terceira
- Flores
- Las Palmas (en)
- Ferrol - Açores (en)

Eaux européennes :
- Cadix (1er)
- Calais - Gravelines
- La Corogne - Lisbonne
- Détroit de Gibraltar (1er) (en)
- Détroit de Gibraltar (2e) (en)
- Berlengas (en)
- Golfe d'Almería (en)
- Golfe de Gascogne (en)
- Cornouailles
- Cadix (2e)
- Sesimbra (en)
- Dover Strait (en)
- Golfe de Cadix (en)

Allemagne et Pays-Bas :
- Mons
- Goes
- Haarlem
- Schoonhoven (en)
- Gembloux
- Rijmenam
- Noordhorn
- Eindhoven (en)
- Arnhem (en)
- Zutphen
- L'Écluse (en)
- Berg-op-Zoom
- Rheinberg (en)
- Breda
- Deventer
- Groenlo (1er)
- Lippe (en)
- Turnhout
- Bredevoort (en)
- Groenlo (2e)
- Nieuport
- Ostende

France :
- Arques
- Paris
- Rouen
- Craon
- Blaye
- Fort Crozon
- Le Catelet
- Doullens
- Calais (2e) (en)
- Amiens

Irlande :
- Carrigafoyle
- Smerwick (en)
- Côte ouest irlandaise
- Kinsale
- Castlehaven (en)

L’expédition de Drake et Hawkins fut une opération navale anglaise menée par Francis Drake et John Hawkins en 1595, et qui se solda par une sévère défaite pour les Britanniques. Pour Drake et Hawkins, emportés tous les deux par la maladie, ce devait être aussi le dernier voyage.

## Contexte
Malgré les quelques premières et faciles victoires des corsaires anglais au début de la guerre anglo-espagnole de 1585-1604, les victoires promises commencèrent à faire défaut aux Britanniques, qui durent faire face à la renaissance des escadres espagnoles après 1588 (défaite de l'Invincible Armada à la bataille de Gravelines). Malgré plusieurs tentatives, aucune flotte ramenant les trésors d’Amérique ne fut capturée, et aucun pouce de terrain espagnol ne fut conquis.
Une grande opération devait être menée. Francis Drake, qui devait assurer la défense de Plymouth en punition de sa défaite lors de la Contre-Armada de 1589, proposa à Élisabeth Ire une nouvelle expédition contre la Caraïbe espagnole, avec pour objectif, mis à part les pillages, d’établir une base anglaise à Panama, d’où ils pourraient menacer toutes les colonies espagnoles de la zone. La reine accepta et John Hawkins partagea le commandement avec Drake. La force de débarquement était commandée par sir Thomas Baskerville (en).
L’expédition était modeste pour le niveau européen, mais c'était la plus importante lancée contre l’Amérique espagnole. Elle était composée des galions Garland, Defiance, Bonaventure, Hope, Foresight et Adventure, plus 22 navires de différents tonnages. Ils embarquaient 1 500 marins et 3 000 soldats, avec plusieurs embarcations de débarquement inventées par Drake.

## Las Palmas
Le 7 septembre 1595, la flotte quitta Plymouth, mais bientôt on remarqua qu’il manquait des vivres pour une si longue opération. Drake proposa d’attaquer les îles Canaries pour en obtenir. En même temps, ils obtiendraient une facile victoire qui élèverait le moral des équipages. Hawkins s’opposa au projet, affirmant qu’ils perdraient du temps, et l’effet de surprise. Mais Baskerville affirma que ses troupes obtiendraient la victoire en 4 heures.
La flotte arriva donc à Las Palmas le 6 octobre. La petite ville ne put réunir que 1 000 défenseurs, la plupart civils sans expérience et faiblement armés. Les navires britanniques s’approchèrent pour bombarder les forts de « Santa Catalina » et « Santa Ana » pendant que 27 embarcations de débarquement avec 500 hommes se dirigeaient vers la plage. À cet endroit étaient placés les défenseurs avec 6 pièces de campagne légères. Après une heure et demie de feu, les Anglais se retirèrent après avoir perdu 4 embarcations de débarquement et plusieurs navires endommagés. Ils perdirent en outre 40 tués plus de nombreux blessés.
Baskerville admit alors qu’il ne capturerait pas Las Palmas en 4 heures, mais en 4 jours, mais Drake abandonna cette idée. Les vivres étant toujours nécessaires, les Anglais se dirigèrent vers un endroit inhabité, la baie d’Arguineguin. Mais des patrouilles de cavalerie suivaient les mouvements de la flotte anglaise, surprenant les soldats débarqués d’un canot, en tuant 8 et en capturant 2. Ce fut alors que les Espagnols découvrirent les plans britanniques, et des navires rapides furent envoyés en Espagne et aux Caraïbes. La flotte britannique se dirigea alors vers Porto Rico.

## San Juan
Drake apprit qu’à San Juan (Porto Rico), le navire amiral de la Flotte de Terre Ferme, commandé par le capitaine général Sancho Pardo Osorio, effectuait des réparations après une tempête et était séparé du convoi. Il transportait 3 millions de pesos en argent. Un navire fut envoyé en Espagne, et de là, 5 frégates (nouveau type de navire, rapide, petit et bien armé) partirent pour San Juan sous le commandement de Pedro Tellez Guzman.
Les navires naviguèrent si vite, qu’ils arrivèrent aux Caraïbes en même temps que la flotte de Drake, tombant nez à nez avec son arrière-garde près de l’île de la Guadeloupe. Le combat s’engagea entre les 5 frégates et 7 navires anglais. Le britannique « Francis » fut capturé avec 25 survivants des 70 hommes d’équipage. Après interrogatoire, les plans de Drake furent découverts, et les frégates firent route vers San Juan où elles arrivèrent le 13 novembre. Les Espagnols disposaient de 400 soldats, 300 miliciens, 300 hommes d’équipage du galion endommagé et 500 des frégates. Plusieurs vieux navires furent coulés à l’entrée du port pour en bloquer l’entrée, et derrière furent positionnées les frégates.
Le 22 novembre, les Anglais arrivèrent à San Juan (en), et s'ancrèrent sans précautions dans le champ de tir des batteries, dont un tir précis toucha le navire de Drake, dans sa salle à manger et au moment où il allait l’utiliser. Il en sortit indemne, mais les capitaines Cliffort et Brown périrent, et 5 autres personnes furent blessées. L’attaque commençait mal, d’autant plus que peu avant, John Hawkins était mort de maladie.
La nuit du 23, les Anglais lancèrent 30 barges de débarquement avec 50 hommes chacune, en direction des frégates, pour tenter de les brûler avec des engins incendiaires, et ensuite attaquer la ville. L’assaut fut sur le point de réussir, car 3 frégates furent incendiées, mais sur deux d'entre elles le feu fut contrôlé, et seule la « Magdalena » brûla. Ce qui aurait pu être un sérieux revers se changea en un avantage inespéré, car les flammes illuminèrent complètement la scène, découvrant les attaquants et permettant aux Espagnols de cribler avec artillerie, mousquets et arquebuses les barges et leurs équipages. 9 embarcations furent coulées et 400 Anglais périrent tandis que de nombreux autres furent blessés. Les Espagnols eurent 40 tués.
Quelques autres tentatives mineures échouèrent également. Drake décida donc de quitter les lieux le 25. En l'absence des Anglais, les 4 frégates embarquèrent le trésor pour l’Espagne, où elles arrivèrent sans problème le 20 décembre.

## La mort de Drake
Malgré ces défaites, Drake ne se décidait pas à attaquer son objectif principal, et essaya désespérément d’obtenir une victoire facile. Il pilla plusieurs villages, abandonnés par leurs habitants retranchés dans la jungle comme des guérilleros. Les Anglais obtinrent peu de gains, mais de nouvelles pertes en hommes.
Enfin le 6 janvier 1596, les Anglais arrivèrent à « Nombre de Dios » qui était abandonnée. Une expédition terrestre sous Baskerville fut envoyée pour capturer Panama (en), tandis que Drake remontait la rivière Chagres avec des barges suivant le même objectif. Mais Drake n’effectua aucune attaque, et les 1 000 hommes de Baskerville souffrirent une sévère défaite. Arrivé devant le fort de San Pablo, défendu par seulement 70 hommes commandés par le capitaine Enriquez, leurs assauts répétés furent tous repoussés par le violent feu des défenseurs. Au moment de la dernière et décisive attaque, les Espagnols reçurent 50 hommes en renforts, commandés par le capitaine Lierno Aguero. Approchant par la jungle en masquant leur nombre, le roulement de tambours fit croire aux Anglais qu’une important force s’approchait. Après 3 jours de fuite ils arrivèrent à leurs navires, harcelés par les Espagnols et même par les indigènes. Ils perdirent 400 hommes de plus.
Drake abandonna les lieux le 15 janvier, pillant encore quelques villages mais au prix de nouvelles pertes tandis qu'une épidémie commençait à décimer le corps expéditionnaire. Drake mourut le 28 janvier, de dysenterie, Baskerville prit alors le commandement.

## Le combat de l’île des Pins

emplacement de l'île par rapport à Cuba.

Pour le nouveau chef, l’échec de l’expédition était évident. Les pertes des combats s’ajoutaient à celles de l’épidémie. Les 2 amiraux étaient morts, ainsi que 15 commandants et capitaines et 22 autres officiers. Les navires étaient également éprouvés. Il se sépara donc des plus endommagés pour n'en garder que 18. Il fit route vers l’île des Pins (aujourd'hui l'Île de la Jeunesse) près de Cuba pour réparer, nettoyer la coque des navires et se préparer pour le voyage de retour.
Pendant ce temps, en Espagne, aux nouvelles de l’incursion de Drake dans les Caraïbes, une nouvelle flotte fut envoyée. Commandée par Bernardino de Avellaneda, elle était formée de 8 galions, 15 navires plus petits et 3 000 hommes embarqués. Une violente tempête dispersa la flotte, qui arriva dispersée à Porto Rico à partir du 17 février. Ayant reçu des informations précises sur la flotte anglaise, les Espagnols reprirent la mer le 2 mars, avant d'avoir terminé leurs réparations. Le commandant en second, l’amiral Garibay, qui précédait la flotte avec 3 navires découvrit les Anglais près de l’île de Pins. Ils étaient prêts à appareiller, mais avaient encore des canots à terre pour faire le plein d’eau. Garibay saisit l’occasion et attaqua violemment les Anglais malgré sa nette infériorité numérique. Ceux-ci appareillèrent précipitamment en abandonnant les hommes sur la plage, mais Garibay captura un galion avec 300 hommes et une pinasse avec 25. Les Anglais sur la plage furent par la suite capturés par les Espagnols.
Avellaneda arriva avec le gros de la flotte, et poursuivit les Anglais, qui jetèrent l’artillerie par-dessus bord pour gagner de la vitesse. Mais leurs navires étaient réparés et la coque nettoyée, tandis que ceux des Espagnols étaient encore endommagés par leur longue traversée.

## Conséquences
Seuls 8 des 28 navires qui avaient quitté Plymouth l’année précédente réussirent à revenir en Angleterre, après une traversée difficile qui leur coûta de nouvelles pertes.